# إيفار كنودسن
إيفار كنودسن (بالدنماركية: Ivar Knudsen)‏ هو مهندس وشخصية أعمال دنماركي، ولد في 1 أبريل 1861 في Følle ‏ في الدنمارك، وتوفي في 23 مارس 1920 في مومباي في الهند.